# Gerechtelijk gebied Gent
Het gerechtelijk gebied Gent is een van de vijf gerechtelijke gebieden in België.

## Geschiedenis
Tot 2014 telde het gerechtelijk gebied Gent zeven gerechtelijke arrondissementen: Brugge, Dendermonde, Gent, Kortrijk, Ieper, Oudenaarde en Veurne. Als gevolg van de gewijzigde gerechtelijke indeling van België telt het gerechtelijk gebied sinds 2014 slechts twee gerechtelijke arrondissementen: Oost-Vlaanderen en West-Vlaanderen.

## Structuur
Het gerechtelijk gebied Gent beschikt over de territoriale jurisdictie binnen haar grondgebied. Het rechtscollege neemt kennis van de hogere beroepen tegen de uitspraken van de rechtbanken van eerste aanleg en rechtbanken van koophandel van de gerechtelijk arrondissementen Oost-Vlaanderen en West-Vlaanderen. Het orgaan wordt gerechtshof genoemd en de uitspraken die geveld worden zijn arresten.
Het Hof van Beroep heeft zijn hoofdzetel te Gent en is onderverdeeld in een burgerlijke kamer, een jeugdkamer en een correctionele kamer. In het kader van de wet op de voorlopige hechtenis en de betwisting in lopende gerechtelijke onderzoeken beschikt ze tevens over een kamer van inbeschuldigingstelling en een bureau voor rechtsbijstand. Daarnaast wordt binnen dit gebied ook een arbeidshof georganiseerd dat eveneens zetelt in Gent. Procureur-generaal is Erwin Dernicourt.
| Gebied           | Europese Unie    | België           | België           | België           | België           | Gent           | Oost-Vlaanderen West-Vlaanderen | Oost-Vlaanderen en West-Vlaanderen | Oost-Vlaanderen en West-Vlaanderen | 38                              |                                 |                                 |                                 |
| Sociaal recht    | Hof van Justitie | Hof van Cassatie | Hof van Cassatie | Hof van Cassatie | Hof van Cassatie | Arbeidshof     | Arbeidshof                      | Arbeidsrechtbank                   | Arbeidsrechtbank                   | Arbeidsrechtbank                | Arbeidsrechtbank                | Arbeidsrechtbank                |                                 |
| Handelsrecht     | Hof van Justitie | Hof van Cassatie | Hof van Cassatie | Hof van Cassatie | Hof van Cassatie | Hof van Beroep | Hof van Beroep                  | Rechtbank van Koophandel           | Rechtbank van Koophandel           | Vredegerecht                    | Vredegerecht                    | Vredegerecht                    |                                 |
| Burgerlijk recht | Hof van Justitie | Hof van Cassatie | Hof van Cassatie | Hof van Cassatie | Hof van Cassatie | Hof van Beroep | Hof van Beroep                  | Rechtbank van eerste aanleg        | Rechtbank van eerste aanleg        | Vredegerecht / Politierechtbank | Vredegerecht / Politierechtbank | Vredegerecht / Politierechtbank | Vredegerecht / Politierechtbank |
| Strafrecht       | Hof van Justitie | Hof van Cassatie | Hof van Cassatie | Hof van Cassatie | Hof van Cassatie | Hof van Beroep | Assisenhof                      | Rechtbank van eerste aanleg        | Rechtbank van eerste aanleg        | Vredegerecht / Politierechtbank | Vredegerecht / Politierechtbank | Vredegerecht / Politierechtbank | Vredegerecht / Politierechtbank |

## Geografie
Het verenigt de gerechtelijke arrondissementen van de provincies Oost-Vlaanderen en West-Vlaanderen in één omschrijving, om redenen van organisatie van een beroepsprocedure.

### Indeling in gerechtelijke arrondissementen en kantons
| Oost-Vlaanderen - Aalst 1 & 2 - Beveren - Deinze - Dendermonde - Eeklo - Gent 1-5 - Geraardsbergen - Hamme - Herzele - Lokeren - Merelbeke - Ninove - Oudenaarde - Sint-Niklaas - Wetteren - Zelzate |  | West-Vlaanderen - Brugge 1-4 - Ieper - Izegem - Kortrijk 1 & 2 - Menen - Oostende 1 & 2 - Poperinge - Roeselare - Tielt - Torhout - Veurne - Waregem |